# Норт-Ла-Хунта (Колорадо)
Норт-Ла-Хунта (англ. North La Junta) — переписна місцевість (CDP) в США, в окрузі Отеро штату Колорадо. Населення — 482 особи (2020).

## Географія
Норт-Ла-Хунта розташований за координатами 37°59′59″ пн. ш. 103°31′24″ зх. д. / 37.99972° пн. ш. 103.52333° зх. д. (37.999605, -103.523195).  За даними Бюро перепису населення США в 2010 році переписна місцевість мала площу 3,60 км², з яких 3,52 км² — суходіл та 0,08 км² — водойми.

## Демографія
Згідно з переписом 2010 року, у переписній місцевості мешкало 512 осіб у 214 домогосподарствах у складі 144 родин. Густота населення становила 142 особи/км².  Було 251 помешкання (70/км²).
Расовий склад населення:
| - 82,0 % — білих - 4,3 % — корінних американців - 1,6 % — чорних або афроамериканців - 9,6 % — осіб інших рас |

До двох чи більше рас належало 2,5 %. Частка іспаномовних становила 23,8 % від усіх жителів.
За віковим діапазоном населення розподілялося таким чином: 23,2 % — особи молодші 18 років, 53,9 % — особи у віці 18—64 років, 22,9 % — особи у віці 65 років та старші. Медіана віку мешканця становила 45,5 року. На 100 осіб жіночої статі у переписній місцевості припадало 97,7 чоловіків;  на 100 жінок у віці від 18 років та старших — 103,6 чоловіків також старших 18 років.
Середній дохід на одне домашнє господарство  становив 39 506 доларів США (медіана — 26 250), а середній дохід на одну сім'ю — 51 863 долари (медіана — 43 971). За межею бідності перебувало 29,6 % осіб, у тому числі 36,7 % дітей у віці до 18 років та 12,7 % осіб у віці 65 років та старших.
Цивільне працевлаштоване населення становило 185 осіб. Основні галузі зайнятості: освіта, охорона здоров'я та соціальна допомога — 26,5 %, фінанси, страхування та нерухомість — 15,1 %, публічна адміністрація — 11,9 %, інформація — 10,3 %.